# Denys Onyszczenko
Denys Anatolijowycz Onyszczenko, ukr. Денис Анатолійович Онищенко (ur. 15 września 1978 w Połtawie) – ukraiński piłkarz, grający na pozycji pomocnika, reprezentant Ukrainy.

## Kariera piłkarska

### Kariera klubowa
W wieku 13 lat wstąpił do Internatu Sportowego w Dniepropietrowsku, skąd przeszedł do Dnipra Dniepropetrowsk. Rozpoczął karierę piłkarską w drużynie rezerwowej Dnipra, a w 1994 został piłkarzem farm-klubu Dnipra Metałurha Nowomoskowsk. W 1996 został zauważony przez skautów Dynama Kijów. Ale w kijowskim zespole występował przeważnie w trzeciej i drugiej drużynach Dynama. W 1999 został wypożyczony do Dnipra Dniepropetrowsk, a na początku 2000 wyjechał do Izraela, gdzie miał zostać sprzedany do Maccabi Hajfa. Jednak wysoka cena wymagana przez zespół Dynama, przeszkodziła w podpisaniu kontraktu i piłkarz został wypożyczony do Hapoelu Tel Awiw. Po pół roku izraelski klub wykupił kontrakt piłkarza. W 2003 powrócił do Dynama, ale nie potrafił przebić do podstawowej jedenastki, dlatego w 2005 przeniósł się do Worskły Połtawa. W następnym roku próbował swoich sił w rosyjskim klubie Tom Tomsk, ale przez limit na obcokrajowców był zmuszony powrócić do Ukrainy, gdzie został piłkarzem Zorii Ługańsk. W 2007 podpisał kontrakt z Illicziwcem Mariupol, a po zakończeniu sezonu za obopólną zgodą pożegnał się z mariupolskim klubem. Obecnie poszukuje klub.

### Kariera reprezentacyjna
27 marca 2002 debiutował w reprezentacji Ukrainy w meczu towarzyskim z Rumunią, przegranym 1:4.

## Sukcesy i odznaczenia

### Sukcesy klubowe
- mistrz Izraela: 2000
- wicemistrz Izraela: 2001, 2002
- brązowy medalista Mistrzostw Izraela: 2003
- zdobywca Pucharu Izraela: 2000
- ćwierćfinalista Pucharu UEFA: 2003